# Поквотт (Нью-Йорк)
Поквотт (англ. Poquott) — селище (англ. village) в США, в окрузі Саффолк штату Нью-Йорк. Населення — 903 особи (2020).

## Географія
Поквотт розташований за координатами 40°57′11″ пн. ш. 73°5′27″ зх. д. / 40.95306° пн. ш. 73.09083° зх. д. (40.953044, -73.090877).  За даними Бюро перепису населення США в 2010 році селище мало площу 1,52 км², з яких 1,14 км² — суходіл та 0,38 км² — водойми.

## Демографія
Згідно з переписом 2010 року, у селищі мешкали 953 особи в 353 домогосподарствах у складі 270 родин. Густота населення становила 627 осіб/км².  Було 380 помешкань (250/км²).
Расовий склад населення:
| - 88,2 % — білих - 6,6 % — азіатів - 2,0 % — чорних або афроамериканців - 0,4 % — корінних американців |

До двох чи більше рас належало 2,0 %. Частка іспаномовних становила 4,2 % від усіх жителів.
За віковим діапазоном населення розподілялося таким чином: 23,6 % — особи молодші 18 років, 62,4 % — особи у віці 18—64 років, 14,0 % — особи у віці 65 років та старші. Медіана віку мешканця становила 46,5 року. На 100 осіб жіночої статі у селищі припадало 97,3 чоловіків;  на 100 жінок у віці від 18 років та старших — 95,2 чоловіків також старших 18 років.
Середній дохід на одне домашнє господарство  становив 184 120 доларів США (медіана — 120 417), а середній дохід на одну сім'ю — 213 175 доларів (медіана — 167 917). Медіана доходів становила 123 750 доларів для чоловіків та 63 333 долари для жінок. За межею бідності перебувало 3,6 % осіб, у тому числі 1,2 % дітей у віці до 18 років та 0,0 % осіб у віці 65 років та старших.
Цивільне працевлаштоване населення становило 431 особа. Основні галузі зайнятості: освіта, охорона здоров'я та соціальна допомога — 42,5 %, науковці, спеціалісти, менеджери — 13,7 %, роздрібна торгівля — 8,6 %, мистецтво, розваги та відпочинок — 8,4 %.